# ウェイン・フェレイラ
ウェイン・リチャード・フェレイラ（Wayne Richard Ferreira, 1971年9月15日 - ）は、南アフリカ共和国・ヨハネスブルグ出身の男子プロテニス選手。自己最高ランキングはシングルス6位、ダブルス9位で、シングルス・ダブルスとも世界トップ10に入った数少ない選手のひとりである。ATPツアーでシングルス15勝、ダブルス11勝を挙げた。右利き、バックハンド・ストロークは両手打ち。身長185cm、体重85kg。ポルトガル系南アフリカ人。

## 来歴
1989年にプロ入り。フェレイラの4大大会デビューは、1990年ウィンブルドン選手権であった。1991年全豪オープンでボリス・ベッカーとの4回戦に進出し、同年ATPツアーでダブルス2勝を挙げる。1992年にフェレイラは躍進し、全豪オープンでステファン・エドベリとの準決勝に進出した後、6月第2週にウィンブルドン前哨戦の1つであるクイーンズ・クラブ選手権の決勝で日本の松岡修造を6-3, 6-4で破り、男子ツアーのシングルス初優勝をここで決めた。同年7月末のバルセロナ五輪で、フェレイラは南アフリカ代表に選ばれ、ピート・ノーバルとペアを組んだ男子ダブルス部門で銀メダルを獲得した。1960年ローマ五輪を最後に、南アフリカ共和国はアパルトヘイトのためオリンピック出場資格を剥奪され、同政策が法的に廃止された後のバルセロナ五輪まで五輪復帰に32年を要した。フェレイラとノーバルのペアは、決勝でドイツのボリス・ベッカー/ミヒャエル・シュティヒ組に6-7, 6-4, 6-7, 3-6で敗れたが、こうして南アフリカにオリンピック復帰後最初のメダルをもたらした。オリンピックの後も、フェレイラは全米オープンでマイケル・チャンとの準々決勝まで勝ち上がり、1992年10月26日付の男子テニス世界ランキングで9位になった。この年は男子テニス国別対抗戦デビスカップ南アフリカ代表もデビスカップ復帰を認められた年である。
1994年にフェレイラは男子ツアーのシングルスで年間4勝を挙げ、ウィンブルドン選手権でトッド・マーティンとの準々決勝に進出した。ウィンブルドンでのフェレイラは、これが自己最高成績である。1995年もシングルスで年間4勝を挙げ、同年5月8日付で世界ランキングの自己最高位6位をマークした。1996年アトランタ五輪で2度目のオリンピックに出場し、男子シングルス・ダブルスの両部門でベスト8に進出した。シングルスの準々決勝ではアメリカのアンドレ・アガシに5-7, 6-4, 5-7で敗れ、エリス・フェレイラとペアを組んだダブルスの準々決勝ではオランダのヤッコ・エルティン/ポール・ハーフース組に6-7, 6-7で敗れている。しかし、1990年代後半はフェレイラの低迷期であった。1999年のジャパン・オープン・テニス選手権で、フェレイラは3年ぶりのツアー大会決勝進出を果たすが、ニコラス・キーファーに6-7, 5-7で敗れて準優勝になっている。3度目のオリンピック出場となった2000年シドニー五輪では、シングルス1回戦敗退に終わり、ダブルスには出場しなかった。
ウェイン・フェレイラは30歳代を迎えてから、2002年全豪オープンで久々に4大大会シングルスの好成績を出し、同大会で10年ぶりのベスト8に進出したが、マラト・サフィンとの準々決勝で第1セットを2-5で途中棄権してしまった。2003年全豪オープンで、フェレイラは準々決勝でフアン・カルロス・フェレーロを破り、11年ぶり2度目の準決勝進出を果たす。最後の大舞台では、第2シードのアンドレ・アガシに2-6, 2-6, 3-6のストレートで完敗した。2003年のシーズンに、フェレイラはシングルス・ダブルスとも最後のタイトルを獲得している。彼は2004年全米オープンまで4大大会男子シングルスに56大会連続出場を続け、男子選手としての史上最長記録を打ち立てた（この記録は2014年全豪オープンでロジャー・フェデラーによって更新された）。フェレイラは2004年のシーズンを最後に男子テニスツアーから引退した。
彼の最後の試合出場は、デビスカップ2005ヨーロッパ・アフリカゾーン2回戦の対ドイツ戦で、シングルス2試合でトミー・ハースとライナー・シュットラーの両選手に敗れた。フェレイラはデビスカップ南アフリカ代表がデビスカップ復帰を認められた1992年から代表選手として活躍を続け、通算でチーム歴代1位の「41勝18敗 (シングルス30勝14敗、ダブルス11勝4敗)」の成績を残した。

## ATPツアー決勝進出結果

### シングルス: 23回 (15勝8敗)
| 大会グレード                                  |
| グランドスラム (0-0)                          |
| テニス・マスターズ・カップ (0-0)              |
| ATPマスターズシリーズ (2-1)                   |
| ATPインターナショナルシリーズ・ゴールド (1-4) |
| ATPインターナショナルシリーズ (12–3)          |

| サーフェス別タイトル |
| ハード (11-4)        |
| クレー (1-1)         |
| 芝 (1-2)             |
| カーペット (2-1)     |

| 結果   | No. | 決勝日         | 大会                 | サーフェス        | 対戦相手                 | スコア                           |
| ------ | --- | -------------- | -------------------- | ----------------- | ------------------------ | -------------------------------- |
| 準優勝 | 1.  | 1992年2月17日  | メンフィス           | ハード (室内)     | マラビーヤ・ワシントン   | 3–6, 2–6                         |
| 優勝   | 1.  | 1992年6月15日  | ロンドン             | 芝                | 松岡修造                 | 6–3, 6–4                         |
| 準優勝 | 2.  | 1992年7月20日  | シュトゥットガルト   | クレー            | アンドレイ・メドベデフ   | 1–6, 4–6, 7–6(5), 6–2, 1–6       |
| 優勝   | 2.  | 1992年8月31日  | スケネクタディ       | ハード            | ジェイミー・モーガン     | 6–2, 6–7(5), 6–2                 |
| 準優勝 | 3.  | 1993年3月8日   | インディアンウェルズ | ハード            | ジム・クーリエ           | 3–6, 3–6, 1–6                    |
| 準優勝 | 4.  | 1993年6月14日  | ロンドン             | 芝                | ミヒャエル・シュティヒ   | 3–6, 4–6                         |
| 優勝   | 3.  | 1994年1月10日  | オアフ               | ハード            | リッチー・レネバーグ     | 6–4, 6–7(3), 6–1                 |
| 準優勝 | 5.  | 1994年2月28日  | ロッテルダム         | カーペット (室内) | ミヒャエル・シュティヒ   | 6–4, 3–6, 0–6                    |
| 準優勝 | 6.  | 1994年6月20日  | マンチェスター       | 芝                | パトリック・ラフター     | 6–7(5), 6–7(4)                   |
| 優勝   | 4.  | 1994年8月22日  | インディアナポリス   | ハード            | オリビエ・ドレートル     | 6–2, 6–1                         |
| 優勝   | 5.  | 1994年9月19日  | ボルドー             | ハード            | ジェフ・タランゴ         | 6–0, 7–5                         |
| 優勝   | 6.  | 1994年10月3日  | バーゼル             | ハード (室内)     | パトリック・マッケンロー | 4–6, 6–2, 7–6(7), 6–3            |
| 優勝   | 7.  | 1994年10月17日 | テルアビブ           | ハード            | アモス・マンスドルフ     | 7–6(4), 6–3                      |
| 優勝   | 8.  | 1995年2月13日  | ドバイ               | ハード            | アンドレア・ガウデンツィ | 6–3, 6–3                         |
| 優勝   | 9.  | 1995年5月8日   | ミュンヘン           | クレー            | ミヒャエル・シュティヒ   | 7–5, 7–6(6)                      |
| 優勝   | 10. | 1995年10月16日 | オストラヴァ         | カーペット (室内) | マラビーヤ・ワシントン   | 3–6, 6–4, 6–3                    |
| 優勝   | 11. | 1995年10月23日 | リヨン               | カーペット (室内) | ピート・サンプラス       | 7–6(2), 5–7, 6–3                 |
| 優勝   | 12. | 1996年3月11日  | スコッツデール       | ハード            | マルセロ・リオス         | 2–6, 6–3, 6–3                    |
| 準優勝 | 7.  | 1996年7月22日  | ワシントンD.C.       | ハード            | マイケル・チャン         | 2–6, 4–6                         |
| 優勝   | 13. | 1996年8月26日  | トロント             | ハード            | トッド・ウッドブリッジ   | 6–2, 6–4                         |
| 準優勝 | 8.  | 1999年4月19日  | 東京                 | ハード            | ニコラス・キーファー     | 6–7(5), 5–7                      |
| 優勝   | 14. | 2000年11月6日  | シュトゥットガルト   | ハード (室内)     | レイトン・ヒューイット   | 7–6(6), 3–6, 6–7(5), 7–6(2), 6–2 |
| 優勝   | 15. | 2003年8月4日   | ロサンゼルス         | ハード            | レイトン・ヒューイット   | 6–3, 4–6, 7–5                    |

### ダブルス: 24回 (11勝13敗)
| 結果   | No. | 決勝日         | 大会                 | サーフェス        | パートナー                     | 対戦相手                                      | スコア             |
| ------ | --- | -------------- | -------------------- | ----------------- | ------------------------------ | --------------------------------------------- | ------------------ |
| 優勝   | 1.  | 1991年1月7日   | アデレード           | ハード            | ステファン・クルーガー         | ポール・ハーフース マーク・クーフェルマンス   | 6–4, 4–6, 6–4      |
| 優勝   | 2.  | 1991年3月25日  | マイアミ             | ハード            | ピート・ノーバル               | ケン・フラック ロバート・セグソ               | 5–7, 7–6, 6–2      |
| 優勝   | 3.  | 1992年1月13日  | オークランド         | ハード            | ジム・グラブ                   | グラント・コネル グレン・ミチバタ             | 6–4, 6–3           |
| 準優勝 | 1.  | 1992年4月6日   | ヨハネスブルグ       | ハード            | ピート・ノーバル               | ピーター・アルドリッチ ダニー・ヴィッサー     | 4–6, 4–6           |
| 準優勝 | 2.  | 1992年5月18日  | ローマ               | クレー            | マーク・クラッツマン           | ヤコブ・ラセク マルク・ロセ                   | 4–6, 6–3, 1–6      |
| 準優勝 | 3.  | 1992年8月3日   | バルセロナ五輪       | クレー            | ピート・ノーバル               | ボリス・ベッカー ミヒャエル・シュティヒ       | 6–7, 6–4, 6–7, 3–6 |
| 準優勝 | 4.  | 1993年5月17日  | ローマ               | クレー            | マーク・クラッツマン           | ヤッコ・エルティン ポール・ハーフース         | 4–6, 6–7           |
| 優勝   | 4.  | 1993年5月9日   | ロサンゼルス         | ハード            | ミヒャエル・シュティヒ         | グラント・コネル スコット・デービス           | 7–6, 7–6           |
| 準優勝 | 5.  | 1993年11月15日 | アントワープ         | カーペット (室内) | ハビエル・サンチェス           | グラント・コネル パトリック・ガルブレイス     | 3–6, 6–7           |
| 準優勝 | 6.  | 1994年5月16日  | ローマ               | クレー            | ハビエル・サンチェス           | エフゲニー・カフェルニコフ ダビド・リクル     | 1–6, 5–7           |
| 準優勝 | 7.  | 1994年8月15日  | シンシナティ         | ハード            | マーク・クラッツマン           | アレックス・オブライエン サンドン・ストール   | 7–6, 3–6, 2–6      |
| 優勝   | 5.  | 1995年5月15日  | ハンブルク           | クレー            | エフゲニー・カフェルニコフ     | バイロン・ブラック アンドレイ・オルホフスキー | 6–1, 7–6           |
| 準優勝 | 8.  | 1995年10月23日 | リヨン               | カーペット (室内) | ジョン＝ラフニー・デ・ヤーガー | ヤコブ・ラセク エフゲニー・カフェルニコフ     | 3–6, 3–6           |
| 優勝   | 6.  | 1998年2月23日  | アントワープ         | ハード            | エフゲニー・カフェルニコフ     | トマス・カルボネル フランシスコ・ロイグ       | 7–5, 3–6, 6–2      |
| 準優勝 | 9.  | 1998年7月27日  | ワシントンD.C.       | ハード            | パトリック・ガルブレイス       | グラント・スタフォード ケビン・ウリエット     | 2–6, 4–6           |
| 準優勝 | 10. | 1999年2月28日  | ロンドン             | カーペット (室内) | バイロン・ブラック             | ティム・ヘンマン グレグ・ルーゼドスキー       | 3–6, 6–7           |
| 優勝   | 7.  | 1999年8月2日   | ロサンゼルス         | ハード            | バイロン・ブラック             | ゴラン・イワニセビッチ ブライアン・マクフィー | 6–2, 7–6           |
| 準優勝 | 11. | 1999年8月9日   | モントリオール       | ハード            | バイロン・ブラック             | ヨナス・ビョルクマン パトリック・ラフター     | 6–7, 4–6           |
| 準優勝 | 12. | 1999年10月25日 | リヨン               | カーペット (室内) | サンドン・ストール             | ピート・ノーバル ケビン・ウリエット           | 6–4, 6–7, 6–7      |
| 優勝   | 8.  | 2000年4月24日  | モンテカルロ         | クレー            | エフゲニー・カフェルニコフ     | ポール・ハーフース サンドン・ストール         | 6–3, 2–6, 6–1      |
| 準優勝 | 13. | 2000年5月15日  | ローマ               | クレー            | エフゲニー・カフェルニコフ     | マルティン・ダム ドミニク・フルバティ         | 4–6, 6–4, 3–6      |
| 優勝   | 9.  | 2001年3月19日  | インディアンウェルズ | ハード            | エフゲニー・カフェルニコフ     | ヨナス・ビョルクマン トッド・ウッドブリッジ   | 6–2, 7–5           |
| 優勝   | 10. | 2001年5月14日  | ローマ               | クレー            | エフゲニー・カフェルニコフ     | ダニエル・ネスター サンドン・ストール         | 6–4, 7–6           |
| 優勝   | 11. | 2003年3月17日  | インディアンウェルズ | ハード            | エフゲニー・カフェルニコフ     | ボブ・ブライアン マイク・ブライアン           | 3–6, 7–5, 6–4      |

## 4大大会シングルス成績
略語の説明
| W | F | SF | QF | #R | RR | Q# | LQ | A | Z# | PO | G | S | B | NMS | P | NH |

W=優勝, F=準優勝, SF=ベスト4, QF=ベスト8, #R=#回戦敗退, RR=ラウンドロビン敗退, Q#=予選#回戦敗退, LQ=予選敗退, A=大会不参加, Z#=デビスカップ/BJKカップ地域ゾーン, PO=デビスカップ/BJKカッププレーオフ, G=オリンピック金メダル, S=オリンピック銀メダル, B=オリンピック銅メダル, NMS=マスターズシリーズから降格, P=開催延期, NH=開催なし.
| 大会           | 1989 | 1990 | 1991 | 1992 | 1993 | 1994 | 1995 | 1996 | 1997 | 1998 | 1999 | 2000 | 2001 | 2002 | 2003 | 2004 | 通算成績 |
| -------------- | ---- | ---- | ---- | ---- | ---- | ---- | ---- | ---- | ---- | ---- | ---- | ---- | ---- | ---- | ---- | ---- | -------- |
| 全豪オープン   | A    | A    | 4R   | SF   | 4R   | 4R   | 2R   | 2R   | 4R   | 2R   | 4R   | 4R   | 3R   | QF   | SF   | 3R   | 39–14    |
| 全仏オープン   | A    | A    | 2R   | 3R   | 2R   | 1R   | 3R   | 4R   | 3R   | 3R   | 2R   | 3R   | 1R   | 1R   | 3R   | 1R   | 18–13    |
| ウィンブルドン | LQ   | 2R   | 2R   | 4R   | 4R   | QF   | 4R   | 3R   | 3R   | 4R   | 1R   | 4R   | 1R   | 3R   | 1R   | 3R   | 29–15    |
| 全米オープン   | A    | A    | 2R   | QF   | 4R   | 3R   | 1R   | 1R   | 4R   | 1R   | 1R   | 2R   | 1R   | 4R   | 2R   | 1R   | 18–14    |

※: 1997年全仏3回戦の不戦敗は通算成績に含まない